# THE AURIS (SUPER) BAND
ジ・オーリス・スーパー・バンド（THE AURIS (SUPER) BAND ）は、日本のロックバンド。

## 沿革
トヨタ自動車の新型車「オーリス」のコンセプト"いまの自分が、最高"を広く伝えるために、鮎川誠が中心となり結成。セックス・ピストルズのシド・ヴィシャスが歌唱した「MY WAY」のカバーを当バンド名義で2006年10月24日からNapster Japanにて先行オンライン配信、コマーシャルメッセージがオンエアされる。同年12月20日、同楽曲収録CD+ミュージック・ビデオ収録DVDから構成される2枚組の商品がタワーレコードにて独占発売された。CDには近田春夫によるリミックスも収録されている。

## メンバー
- ヴォーカル & ギター：鮎川誠・ROLLY
- ヴォーカル：KEIKO・SE7EN・川嶋あい・山田タマル
- ベース：恩田快人
- ドラム：高橋まこと

## 作品
CD+DVD　規格品番：30TH-005
- CD

1. MY WAY(Full-Mix)
2. MY WAY(Remix) Remixed by Haruo Chikada
3. MY WAY(Instrumetal)

- DVD

1. MY WAY(Music VIdeo)